# Leroy, Saskatchewan
Leroy är en ort i Kanada.   Den ligger i provinsen Saskatchewan, i den sydöstra delen av landet, 2 200 km väster om huvudstaden Ottawa. Leroy ligger 549 meter över havet och antalet invånare är 427.
Terrängen runt Leroy är mycket platt. Trakten runt Leroy är nära nog obefolkad, med mindre än två invånare per kvadratkilometer.. Närmaste större samhälle är Watson, 19,7 km nordost om Leroy.
Trakten runt Leroy består till största delen av jordbruksmark.